# Lav XIV.
Lav XIV. (rođen kao Robert Francis Prevost; Chicago, 14. rujna 1955.) je 267. poglavar Katoličke Crkve i suveren Države Vatikanskog Grada. Prvi je papa rođen u Sjedinjenim Američkim Državama i Sjevernoj Americi, prvi koji ima američko i peruansko državljanstvo, prvi iz Reda svetog Augustina i drugi iz Amerike nakon svog prethodnika pape Franje.
Prevost je rođen u Chicagu, a odrastao je u obližnjem predgrađu Doltona u Illinoisu. Postao je član Reda svetog Augustina 1977., a za svećenika je zaređen 1982. godine. Njegova služba uključuje opsežan misionarski rad u Peruu 1980-ih i 1990-ih, gdje je radio kao župnik, biskupijski službenik, učitelj u sjemeništu te administrator. Izabran je za generalnog priora Reda svetog Augustina sa sjedištem u Rimu od 2001. do 2013. godine te je opsežno putovao po provincijama reda diljem svijeta. Zatim se vratio u Peru kao čiklajski biskup od 2015. do 2023. godine. Papa Franjo ga je 2023. godine imenovao pročelnikom Dikasterija za biskupe u Rimu i predsjednikom Papinskog povjerenstva za Latinsku Ameriku.
Prevost, kojeg je papa Franjo postavio za kardinala, naglašavao je sinodalnost, misionarski dijalog i angažman u suočavanju s društvenim i tehnološkim izazovima. Također se bavio pitanjima poput klimatskih promjena, globalnih migracija, upravljanja Crkvom i ljudskih prava. Papinsko ime uzeo je u čast pape Lava XIII., koji je razvio moderan katolički društveni nauk usred Druge industrijske revolucije.

## Mladost i školovanje

### Podrijetlo
Robert Francis Prevost rođen je 14. rujna 1955. u bolnici Mercy u četvrti Bronzeville u Chicagu, na južnoj strani grada.
Rođen je u obitelji Louisa Mariusa Prevosta, francusko-talijanskoga podrijetla, i Mildred Agnes Martínez, španjolskoga podrijetla. Ima dva starija brata, Louisa Martína i Johna Josepha. Njegova je majka radila kao pedagoginja i knjižničarka, uključujući i u katoličkoj srednjoj školi Mendel. Njegov otac, Louis Marius, također je bio rodom iz Chicaga, odrastajući u Hyde Parku. Louisovi roditelji bili su imigranti iz Italije i Francuske. Louis je bio veteran američke mornarice iz Drugog svjetskog rata koji je zapovijedao pješačkim desantnim plovilom u iskrcavanju u Normandiji, a kasnije je sudjelovao u operaciji Dragoon u južnoj Francuskoj. Također je bio pedagog koji je kasnije postao nadzornik školskog okruga Brookwood 167 u Glenwood.

### Rani život i školovanje
Prevost je bio poznat pod nadimkom Rob u svojoj obitelji te kasnije Bob među svojim prijateljima. Odrastao je u Doltonu, predgrađu koje graniči s krajnjim južnim dijelom grada. Odrastao je u župi sv. Marije od Uznesenja u obližnjem Riverdaleu, gdje je išao u školu, pjevao u zboru i služio kao ministrant. Prevost je od malih nogu težio k svećeništvu, i kod kuće bi glumio misu sa svojom braćom.[nedostaje izvor]
Od 1969. do 1973. pohađao je Srednju školu sjemeništa svetog Augustina u blizini Saugatucka u Michiganu. U Augustinskom sjemeništu dobio je pohvalno pismo za akademsku izvrsnost, dosljedno se pojavljivao na popisu odlikovanih, bio je glavni urednik godišnjaka, tajnik studentskog vijeća i član Nacionalnog počasnog društva. Bio je kapetan kuglačkog tima i predvodio je skupinu za govore i debate, natječući se u kongresnoj debati.

### Sveučilište
Godine 1973. Prevost je planirao upisati Tolentine College, augustinsko sjemenište u Olympia Fieldsu u Illinoisu, ali je ono iste godine zatvoreno. Zatim se upisao na Sveučilište Villanova, augustinski koledž u blizini Philadelphije, gdje je 1977. stekao diplomu prvostupnika znanosti iz matematike. Prevost je također radio kao čuvar groblja u katoličkoj crkvi Svetog Dionizija u Havertownu u Pennsylvaniji, dok je studirao na Villanovi.
Vratio se u očevo rodno mjesto Hyde Park kako bi 1982. godine stekao magisterij iz teologije na Katoličkom teološkom savezu (eng. Catholic Theological Union) te je tijekom studija predavao fiziku i matematiku u srednjoj školi sv. Rite u čikaškom naselju Wrightwood.  Licencijat iz kanonskog prava stekao je 1984., a zatim i doktorat iz kanonskog prava 1987., oboje na Papinskom sveučilištu Svetog Tome Akvinskog u Rimu. Doktorirao je tezom »Uloga mjesnog priora u redu Svetoga Augustina«.

## Rana karijera (1977. – 1998.)

### Formacija i svećeništvo
Dana 1. rujna 1977., Prevost se pridružio Redu svetog Augustina kao novak, boraveći godinu dana u crkvi Bezgrešnog Začeća u četvrti Gate District u St. Louisu u Missouriju. Zatim je položio prve zavjete 2. rujna 1978. te svečane zavjete 29. kolovoza 1981. godine. Dana 10. rujna 1981., Prevosta je zaredio za đakona mons. Thomas Gumbleton u župi sv. Klare iz Montefalca u Grosse Pointe Parku u Michiganu. Prevost je za svećenika zaređen u Rimu, u crkvi Santa Monica degli Agostiniani, a zaredio ga je mons. Jeana Jadota 19. lipnja 1982. godine.

### Misionarski rad u Peruu
Prevost se pridružio augustinskoj misiji u Peruu 1985. godine, služeći kao kancelar Teritorijalne prelature Chulucanas (1985.–1986.). Godine 1987., nakon obrane doktorske disertacije, bio je ravnatelj za zvanja i misija Augustinske provincije Majke Dobrog Savjeta u Olympia Fieldsu u Illinoisu.
Nakon toga se pridružio misiji u Trujillu, također u Peruu, gdje je djelovao kao ravnatelj zajedničkoga programa formacije kandidata augustinaca iz vikarijata Chulucanas, Iquitos i Apurímac. Narednih jedanaest godina bio je poglavar zajednice (1988.–1992.), ravnatelj formacije (1988.–1998.) i učitelj zavjetovanih članova (1992.–1998.) te u Nadbiskupiji Trujillo sudski vikar (1989.–1998.) i profesor kanonskoga prava, patristike i moralne teologije u Velikom sjemeništu svetog Karla i svetog Marcela. Također je pastoralno službovao na župi Naše Gospe Majke Crkve, kasnije ustanovljene kao župa svete Rite (1988.–1999.), u siromašnom predgrađu grada, te je bio upravitelj župe Naše Gospe od Monserrata od 1992. do 1999. godine.
Tijekom Fujimoratove ere, Prevost je kritizirao postupke tadašnjeg predsjednika Alberta Fujimorija, stavljajući poseban naglasak na žrtve peruanske vojske, posebno Colina grupe, tijekom razdoblja terorizma u Peruu, kao i na političku korupciju. Godine 2017. kritizirao je odluku predsjednika Pedra Pabla Kuczynskog o pomilovanju Fujimorija i pozvao Fujimorija »da se osobno ispriča za neke od velikih nepravdi koje su počinjene«. Godine provedene u Peruu pružile su mu osobno iskustvo političkog nasilja i nejednakosti; ponekad je, kao misionar, putovao na konju teškim cestama kako bi stigao do izoliranih zajednica u dolinama Lambayequea. Također se istaknuo kao branitelj ljudskih prava stanovništva regije Norte Chico protiv nasilja marksističko-lenjinističko-maoističke gerilske organizacije Sjajni put.

## Provincijalni prior i generalni prior (1998. – 2013.)
Godine 1998. Prevost je izabran za priora provincije Reda sv. Augustina u provinciji Majke dobrog savjeta sa sjedištem u Chicagu, a dužnost je preuzeo 8. ožujka 1999. godine.
Izabran za generalnog priora Reda svetog Augustina 2001. godine, Prevost je služio dva uzastopna šestogodišnja mandata do 2013. godine. Od 2013. do 2014. Prevost je služio kao ravnatelj formacije u samostanu svetoga Augustina, prvi savjetnik i provincijalni vikar.

## Biskup Chiclaya (2015. – 2023.)
Dana 3. studenog 2014. papa Franjo imenovao je Prevosta apostolskim upraviteljem biskupije Chiclayo u sjevernom Peruu i naslovnim biskupom Sufara. Za biskupa je zaređen 12. prosinca 2014. u katedrali sv. Marije u Chiclayu, a zaredio ga je nadbiskup James Patrick Greena, apostolski nuncij u Peruu. Dana 26. rujna 2015. imenovan je biskupom Chiclaya. Kako je propisano ugovorom između Svete Stolice i Perua iz 1980. godine, Prevost je postao naturalizirani peruanski državljanin prije nego što je postao biskup. Prevost je razvio blisku vezu s biskupijom Chiclayo, uputivši im posebnu poruku u svome prvome obraćanju kao papa.
Dana 13. srpnja 2019. Prevost je imenovan članom Kongregacije za kler, a 15. travnja 2020. postao je apostolski upravitelj Callaa. Dana 21. studenog 2020. pridružio se Kongregaciji za biskupe. Unutar Biskupske konferencije Perua služio je u stalnom vijeću (2018. – 2020.) i izabran je za predsjednika Povjerenstva za obrazovanje i kulturu 2019. godine, a također je doprinosio Caritasu Perua. Prevost je imao privatnu audijenciju s papom Franjom 1. ožujka 2021. što je potaknulo nagađanja o novoj ulozi u Chicagu ili Rimu.

## Dikasterij za biskupe i kardinalat (2023. – 2025.)
Dana 30. siječnja 2023., papa Franjo ga je imenovao za pročelnika Dikasterija za biskupe s naslovom nadbiskupa.
Dana 30. rujna 2023., Franjo je imenovao Prevosta kardinalom s činom kardinala-đakona i dodijelio mu naslovnu crkvu Santa Monica degli Agostiniani. Službeno je preuzeo naslovnu crkvu 28. siječnja 2024. godine. Kao pročelnik Dikasterija sudjelovao je u papinim apostolskim putovanjima te u objema sjednicama 16. redovite opće skupštine Biskupske sinode o sinodnosti.
Dana 4. listopada 2023., papa Franjo imenovao ga je članom Dikasterija za evangelizaciju (Odjel za prvu evangelizaciju i nove partikularne Crkve), za nauk vjere, za istočne Crkve, za kler, za ustanove posvećenoga života i družbe apostolskoga života, za kulturu i obrazovanje, za zakonodavne tekstove te Papinskog povjerenstva za Državu Vatikan.
Dana 6. veljače 2025., papa Franjo ga je promaknuo u naslov kardinala-biskupa, imenovavši ga naslovnim biskupom prigradske biskupije Albano.

## Papinstvo (2025. – danas)

### Izbori
U pretkonklavnim nagađanjima, Prevost se smatrao mračnim konjem u usporedbi s istaknutijim papabilima. Njegova američka nacionalnost smatrana je potencijalnom preprekom njegovoj kandidaturi, odražavajući nelagodu zbog jačanja geopolitičke moći Sjedinjenih Američkih Država.
Nakon četvrtog kruga glasovanja, u 18:07 izišao je bijeli dim, nakon čega je uslijedila zvonjava zvona Bazilike sv. Petra kako bi se označio izbor novog pape. Ubrzo nakon toga, Švicarska garda i pripadnici talijanskih oružanih snaga, s orkestrima Žandarmerijskih snaga Države Vatikanskog Grada i karabinjera, prodefilirali su Trgom sv. Petra i postrojili se ispod središnje lože Bazilike sv. Petra.
Kardinal protođakon Dominique Mamberti je sa središnje lože u 19:13 objavio izbor i ime novog pape riječima: »Annuntio vobis gaudium magnum: Habemus Papam!« (hrv. Objavljujem vam veliku radost: Imamo papu!). Novoizabrani papa Lav XIV. izašao je na središnju ložu Bazilike svetog Petra i uputio svoj blagoslov Urbi et orbi.  Do trenutka objave Habemus papam na trgu je bilo oko 150 000 ljudi.
Lav se pojavio odjeven u tradicionalnu papinsku štolu i mocetu, ruho koje papa Franjo nije nosio prilikom pozdravljanja svijeta nakon izbora.
Njegov pektoralni križ bio je onaj koji je nosio tijekom konklave, dar generalnog postulatora augustinskog reda kada je postao kardinal, a sadržavao je relikvije svetog Augustina i njegove majke svete Monike, svetog Tome iz Villanueve, blaženog Anzelma Polanca te časnog sluge Giuseppea Bartolomea Menocchija.
Zatim je održao svoj prvi govor na talijanskom i dijelom na španjolskom jeziku. Izrazio je zahvalnost za nasljeđe pape Franje i podijelio svoj prvi la. Urbi et Orbi blagoslov na latinskom.
Lav XIV. je prvi papa iz Reda svetog Augustina i drugi papa iz Amerike (nakon pape Franje), te 265. papa ukupno.[nedostaje izvor] Ima dvojno državljanstvo Perua i Sjedinjenih Američkih Država. On je prvi američki papa, u smislu da je prvi rođen u Sjedinjenim Američkim Državama. Drugi je izvorni govornik engleskog jezika, nakon Adrijana IV. rođenog u Engleskoj, koji je govorio srednjoengleski. Lav je također prvi papa rođen nakon Drugog svjetskog rata i tijekom Hladnog rata, te stoga i prvi rođen u generaciji Baby Boomera. Iako je Lav prvi papa iz Reda svetog Augustina, šest prethodnih papa pripadalo je drugim redovima koji slijede augustinsko pravilo.

### Inauguracija
Dana 18. svibnja 2025., Lav XIV. predvodio je inauguracijsku misu svog pontifikata, službeno poznatu kao Misa za početak Petrove službe rimskog biskupa. Događaju je prisustvovalo oko 200 000 ljudi, uključujući desetke svjetskih čelnika i 150 službenih delegacija. Iako je Lav postao papa u trenutku prihvaćanja u Sikstinskoj kapeli nakon izbora na papinskoj konklavi 2025. godine, inauguracijska proslava označila je službeni početak njegove službe kao rimskog biskupa. Misa je uključivala dodjelu palija i Ribareva prstena, a nakon toga uslijedili su sastanci s raznim izaslanstvima i svjetskim vođama.
Papa Lav preuzeo je ostale glavne bazilike u danima nakon inauguracije; Baziliku svetog Pavla izvan zidina (20. svibnja) te Nadbaziliku svetog Ivana Lateranskog i Baziliku svete Marije Velike (25. svibnja).

### Imenovanja
Dana 14. svibnja, Lav je izvršio svoje prvo imenovanje višeg klera, imenovavši Miguela Ángela Contrerasa Llajarunu pomoćnim biskupom biskupije Callao u Peruu.
Dana 5. lipnja, Lav je nominirao Josepha Lin Yuntuana za pomoćnog biskupa Fuzhoua, što su kineske vlasti odobrile 11. lipnja kao dio sporazuma iz 2018. između Narodne Republike Kine i Svete Stolice pod papom Franjom.

## Stavovi
Prevostovo papinsko ime odabrano je u čast pape Lava XIII. (papa od 1878. do 1903.), čija je enciklika Rerum novarum uspostavila moderno katoličko socijalno učenje i promicala radnička prava. Papa je izjavio kako »Crkva i danas nudi svima svoju baštinu socijalnog nauka kako bi odgovorila na još jednu industrijsku revoluciju i na razvoj umjetne inteligencije, koji donosi nove izazove za zaštitu ljudskog dostojanstva, pravednosti i rada«.
U intervjuu iz svibnja 2023., Prevost je naglasio potrebu za razboritošću i odgovornošću pri korištenju društvenih mreža kako bi se spriječilo »poticanje podjela i kontroverzi« i nanošenje »štete zajedništvu Crkve«. Prvo međunarodno putovanje Lava XIV. kao pape bit će u Tursku kako bi s drugim kršćanima proslavio 1700. obljetnicu Prvog nicejskog sabora.

### Crkvena politika
Prva poruka novog pape naglasila je pozdrav mira uskrslog Isusa »koji je dao svoj život za Božje stado«, dajući »razoružani i razoružavajući mir«. Lav je rekao da želi nastaviti kerigmatski blagoslov pape Franje: »Bog nas voli, Bog vas sve ljubi i zlo neće prevladati«. Teme u njegovoj prvoj poruci uključivale su Isusa kao svjetlo potrebno svijetu, postajanje misionarskom Crkvom kroz dijalog i otvorenost, vjernost Evanđelju, zajednički hod u sinodalnosti, rad kao ujedinjena Crkva za mir i pravdu, blizinu onima koji pate i molitvu Mariji. Biskupsko geslo Lava XIV. je In illo Uno unum (hrv. U Jednom, mi smo jedno).
U svom prvom obraćanju kardinalima kao papa, Lav je pozvao na privrženost »putu koji je opća Crkva slijedila desetljećima nakon Drugoga vatikanskog sabora«. Pohvalio je Franjino definiranje ovog puta kroz Evangelii Gaudium te je istaknuo šest trajnih evanđeoskih načela: Kristovo prvenstvo u naviještanju; misionarsko obraćenje cijele kršćanske zajednice; rast kolegijalnosti i sinodalnosti; pozornost na sensus fidei, posebno pučku pobožnost; briga s ljubavlju za najmanje i odbačene; hrabar dijalog sa suvremenim svijetom u njegovim različitim sastavnicama i stvarnostima.
Raspravljajući o ređenju žena u listopadu 2023., Prevost je izjavio da »vrlo značajna i duga tradicija Crkve« onemogućuje smatranje žena svećenicama te da je »apostolska tradicija nešto što je vrlo jasno navedeno«. Nasuprot tome, primijetio je da je mogućnost žena đakona bila predmet dvaju vatikanskih povjerenstava, pokazujući »otvorenost za razmatranje« tog pitanja. Također je upozorio da zaređenje žena za đakone »ne rješava nužno problem« i da bi moglo stvoriti nove probleme.
Kao kardinal, Prevost je bio glasni zagovornik sinodalnosti, jedne od prepoznatljivih inicijativa pape Franje. U svibnju 2023., Prevost je rekao da bi episkopalno vodstvo trebalo dati prioritet vjeri nad administracijom. Prvi prioritet je »prenijeti ljepotu vjere, ljepotu i radost poznavanja Isusa«.

### Liturgijska praksa
Tijekom svoje službe u Peruu, Prevost je opisan kao »besprijekorno odjeven« kada je u pitanju slavljenje mise, noseći punu misno ruho čak i kada su ljetne temperature u Chiclayu bile iznad 29 °C. U kolovozu 2024., govoreći u župi na području Chicaga, izjavio je kako »liturgija mora biti lijepa kako bi nam pomogla, kako bi nas ojačala u našoj vjeri«. U svojoj prvoj misi u Sikstinskoj kapeli kao papa, odlučio se koristiti papinskom ferulom, ili ceremonijalnom štapom, izrađenom za Benedikta XVI., koji je Franjo rijetko koristio. Na inauguracijskoj misi nosio je papinsku ferulu iz 1960-ih pape Pavla VI. koja prikazuje Krista kako pati na križu. Papa Ivan Pavao II. nosio je isti štap tijekom cijeloga svojeg pontifikata.
Lav je odlučio vratiti običaj da sam papa daje nadbiskupima palij, što je Franjo ukinuo 2015. godine.[nedostaje izvor]

### Društvena i politička pitanja
U kontekstu crkvene politike i teologije, Prevost je smatran »umjerenjakom«, odnosno ni liberalom ni konzervativcem. U skladu s autentičnim stavovima Crkve, Prevost se protivi pobačaju, eutanaziji, istospolnim brakovima i smrtnoj kazni.[nedostaje izvor] Prevost je izrazio rezerve prema »simpatijama za uvjerenja i prakse koje proturječe evanđelju« te nije u potpunosti podržao niti odbacio dedklaraciju Fiducia supplicans o blagoslovima. Izjavio je kako bi nacionalne biskupske konferencije trebale »tumačiti i primjenjivati takve odredbe u svojim lokalnim kontekstima, s obzirom na kulturološke razlike«. Godine 2012. kritizirao je simpatije popularne kulture prema »homoseksualnom načinu života« i »istospolnim obiteljima«. U travnju 2016., Prevost se usprotivio uključivanju rodne ideologije u nastavne planove i programe osnovnih škola u Peruu, navodeći da ona promiče »rodove koji ne postoje«. Kada ga je 2023. godine Catholic News Service pitao jesu li se njegovi stavovi iz 2012. promijenili, Prevost je rekao da se »mnogo toga promijenilo« i naglasio da bi Crkva trebala biti otvorenija i gostoljubivija, iako je upozorio da se crkvena doktrina nije promijenila.
U svibnju 2025. rekao je da je na vladama da izgrade mirna društva »prije svega ulaganjem u obitelj, utemeljenu na stabilnoj zajednici muškarca i žene«.
Za vrijeme boravka u Chiclayu, usred peruanskih prosvjeda 2023. godine, izjavio je: »Smrti tijekom prosvjeda uzrokuju mi veliku tugu i bol [...] Tražio sam da ostanem u Peruu; čak sam taj zahtjev uputio i Svetom Ocu. Nije bilo vrijeme za odlazak«. Također je izrazio podršku teškom položaju venezuelskih izbjeglica u Peruu.
Što se tiče klimatskih promjena, Prevost se zalagao za snažnije djelovanje Crkve, izjavivši na seminaru u studenom 2024. da »vladavina nad prirodom« ne bi trebala biti »tiranska«. Što se tiče geopolitike, osudio je rusku invaziju na Ukrajinu, opisujući je kao »pravu invaziju, imperijalističke prirode, gdje Rusija nastoji osvojiti teritorij iz razloga moći«, a u jednom od svojih prvih važnijih govora kao papa, Lav je pozvao na prekid vatre u ratu u Gazi. Nakon izraelskih napada na Iran u lipnju 2025., pozvao je iranske i izraelske vlasti da djeluju »razumno«.
Tijekom svog mandata biskupa i kardinala, Prevost je nastavio glasati na državnim i saveznim izborima u Sjedinjenim Državama, budući da je registrirani birač u okrugu Will u Illinoisu. Izborni zakon Illinoisa ne zahtijeva od birača da se registriraju po političkoj stranci, stoga Prevost nikada nije službeno izjavio da pripada nekoj političkoj stranci. Izbori na kojima je Prevost glasao uključuju demokratske predsjedničke predizbore 2008., demokratske predizbore za guvernerske izbore Illinoisa 2010., republikanske predsjedničke predizbore 2012., republikanske predsjedničke predizbore za guvernerske izbore Illinoisa 2014., republikanske predsjedničke predizbore 2016. i opće izbore u Sjedinjenim Državama 2024.
Njegov račun na X-u koji je koristio prije izbora za papu u međuvremenu je izbrisan i trenutno koristi službeno ime @Pontifex, naslijeđeno od pape Franje i Benedikta.

## Osobni život
Osim svog materinjeg jezika engleskog, Lav govori španjolski, talijanski, francuski i portugalski, uz pomalo njemačkog. Također zna čitati latinski.
Opisao je sebe kao »prilično amaterskog tenisača«. Redovito je igrao Wordle i Words with Friends sa svojom braćom.
Lav je navijač Chicago White Soxa iz Major League Baseballa, i bio je prisutan na US Cellular Fieldu (sada poznatom kao Rate Field) na prvoj utakmici Svjetske serije 2005. Njegova podrška čikaškim sportovima proteže se i na Chicago Bearse iz Nacionalne nogometne lige; potpredsjednik Sjedinjenih Država JD Vance poklonio mu je dres Bearsa po narudžbi nakon papine inauguracije, što je Lav ocijenio kao »dobar izbor«.

## Počasti
- Sveučilište Villanova dodijelilo mu je počasni doktorat humanističkih znanosti 2014. godine.[70]